# Mateusz Bednarczyk
Mateusz Bednarczyk (ur. 22 października 1987) – polski futsalista, bramkarz, od roku 2013 zawodnik występującego obecnie w ekstraklasie AZS UŚ Katowice. Wcześniej od sezonu 2004/2005 był zawodnikiem Jango Mysłowice, które w 2006 roku zmieniło swoją dotychczasową nazwę na Jango Katowice i z którym to w sezonie 2006/2007 zdobył Puchar Polski oraz zajął trzecie miejsce w ówczesnej I lidze futsalu, a w sezonie 2008/2009 zdobył wicemistrzostwo Polski. Sezon później, kiedy drużyna po fuzji Jango Katowice i PA Novej Gliwice występowała przez jeden rok pod nazwą FC Nova Katowice ponownie zajął wraz z drużyną trzecie miejsce w ekstraklasie, później występował jeszcze w ostatnim sezonie klubu tj. 2010/2011 ponownie pod nazwą Jango Katowice, które pomimo utrzymania w lidze na sezon 2011/2012 nie otrzymało licencji na udział w rozgrywkach.